# Chalcosyrphus maculiquadratus
Chalcosyrphus maculiquadratus är en tvåvingeart som beskrevs av Chang och Yang 1993. Chalcosyrphus maculiquadratus ingår i släktet mulmblomflugor, och familjen blomflugor. Inga underarter finns listade i Catalogue of Life.